# اچ‌پی فوتواسمارت آر۶۰۷
اچ‌پی فوتواسمارت آر۶۰۷ (به انگلیسی: HP PhotoSmart R607) یک دوربین عکاسی ساخت شرکت اچ‌پی است.